# Gojek

logo

Gojek（ゴジェック）はジャカルタに本社を置く、インドネシアのベンチャー企業。
ライドシェア（相乗り）と物流に注力し、「総合サービス業」のような業態に発達している。

## 歴史
2010年10月にナディム・マカリム（1984年 - ）によって設立される。きっかけたはOJEK（オジェック）と呼ばれるバイクタクシーの運転手との会話から「勤務時間の7割は客待ち」ということを知ったことで、その待ち時間の有効利用するアイデアとして配車サービスを思いついた。設立時の登録ライダーは20人であった。
2015年1月にAndroid、およびiOS向けのアプリケーションを公開し、物品や書類をバイクで配送する宅配便サービス「GO-SEND」、書類より大きな物品をトラックで配送するサービス「GO-BOX」を開始した。以後、料理を出前する「GO-FOOD」、買い物を代行する「GO-MART」、マッサージ師やヘアケア、ネイルケアの専門家を自宅に呼べるサービスなどを次々と開始した。こういったサービスの決済を行うために決済サービス「GO-PAY」を提供し、GO-PAYを利用して税金や公共料金、保険料を支払う「GO-BILLS」、携帯電話料金の支払いサービス「GO-PULSA」なども展開している。
2018年9月にはベトナムでサービスを開始し、同年11月にはDBSグループとの提携発表と2019年初めにシンガポールでのサービスを開始することを発表した。また、タイとフィリピンへの進出計画も表明している。